# Leśniczówka Strąków
Leśniczówka Strąków – część wsi Cynków w Polsce położona w województwie śląskim, w powiecie myszkowskim, w gminie Koziegłowy.
W latach 1975−1998 miejscowość administracyjnie należała do województwa częstochowskiego.